# 油島村 (岐阜県)
油島村（あぶらじまむら）は、かつて岐阜県海津郡に存在した村である。現在の海津市海津町油島。
岐阜県最南端の村であり、長良川、揖斐川に挟まれた輪中の村で、かつては島であった。元々は三重県の村であったが、越境合併で岐阜県に編入された。

## 歴史
- この地域は伊勢国桑名郡に属し、天正4年（1576年）に桑名城主により開発された輪中（金廻輪中）である。独立した輪中（島）であったが、江戸時代の高須藩による高須輪中の開発が進み、高須輪中の拡張及び南下により金廻輪中は高須輪中に吸収された。桑名藩領であったが、江戸時代末期に幕府直轄領となっている。
- 三重県成立により、この地域は三重県桑名郡油島新田と江内村となる。
- 1883年（明治16年）12月27日 - 岐阜県に編入され、下石津郡油島新田、江内村となる。
- 1889年（明治22年）7月1日 - 油島新田と江内村が合併し、油島村発足。
- 1897年（明治30年）4月1日[1] - 郡制に基づき、下石津郡、海西郡と安八郡の一部が合併し、海津郡になる。
- 1897年（明治30年）4月1日 - 福江村、金廻村、古中島村、外浜村、森下村、石亀村、及び万寿新田の一部と合併し大江村が発足。同日油島村廃止。

## 名所・史跡
- 千本松原